# 田ノ浦海岸 (大分県)
田ノ浦海岸（たのうらかいがん）は、大分県大分市西部に位置する別府湾沿いの海岸である。

## 概要
大分市と別府市の両市街地の中間に位置する海岸である。
かつては礫浜であり、昭和30年代頃までは大分・別府の両市民に海水浴場として親しまれたが、その後、海流の変化や侵食などにより地形が変化し、往時の賑わいは失われていた。
1990年度（平成2年度）から大分県によって、海岸の侵食防止、及び、台風や季節風による高潮災害の予防のために海岸環境整備事業が開始された。また、1993年度（平成5年度）からは国土交通省により渋滞解消のために国道10号（別大国道）の6車線への拡幅と交差点改良等の国道改良事業が、1999年度（平成11年度）からは大分市により公園整備事業がそれぞれ開始され、これら3事業を合わせた田ノ浦地区合併事業として海岸の整備が一体的に進められた。
海岸環境整備事業では、230,000m2の養浜を行い、延長約1.1kmの人口砂浜を造成。1993年度（平成5年度）からは海岸の中央部に1.4haの人工島が築造された。
2000年（平成12年）7月には大分市内唯一の海水浴場（当時）が、約30年ぶりに復活し、年間約6万人の利用者で賑わっている。

## たのうらら
大分市では、田ノ浦ビーチの東側の沿いに憩い・交流拠点施設「道の駅たのうらら」の整備を進めている。2023年（令和5年）8月に道の駅として登録され、2024年（令和6年）7月7日にオープンした。